# 東芝ファミリーホール特ダネ登場!?
『東芝ファミリーホール特ダネ登場!?』（とうしばファミリーホールとくダネとうじょう）は、1970年10月7日から1979年9月19日まで日本テレビ系列局で放送されていた、日本テレビ製作のクイズ番組形式のトーク番組である。東京芝浦電気（現・東芝）の一社提供。

## 概要
クイズ番組形式でユニークな人物を紹介していた番組である。収録は日本各地のホールで行われていた。
司会は、当時東芝のCMキャラクターも務めていた押阪忍が担当。解答者は長門裕之・南田洋子夫妻、山本直純、金田正一、芳村真理、木原光知子、萩本欽一、山東昭子、江木俊夫、桂三枝（現・六代桂文枝）、青島美幸ほかで、通常は男女対抗戦形式で行われていた。さらに毎回ゲスト歌手を招き、番組中で持ち歌を披露していた。江木とともにフォーリーブスのメンバーを務める北公次、青山孝、おりも政夫もたびたびゲスト出演していた。
この番組では、毎回一般視聴者から「特ダネさん募集」という名目でエンディングにて出場者の募集告知をしており、芸能人が特ダネさんとして登場する事はなかった。応募の際にハガキに紹介して欲しい特ダネの内容を書く事がルールであり、その中から番組スタッフによる選考が行われ毎回都合4組が選ばれ番組に出演するという流れだった。
番組の構成は、後に現在も放送中の日テレの長寿番組「笑点」の構成作家も務めた新倉イワオが担当。毎年夏には、新倉が得意とする心霊関係を題材とするクイズ特集を行っていた。本番組には日本テレビと渡辺プロとの対立が激しかった頃（NTV紅白歌のベストテン#渡辺プロ事件参照）にも、同プロダクション所属の歌手やタレントたちがゲスト解答者として参加していた。
クイズ開始前には、毎回押阪の「第○のカーテンです!!」の掛け声とともにカーテンが上がり、出題テーマとなる人物（特ダネさん）が登場。その後、「カゲの声」である熊倉一雄の「この方は…なのです」の常套句と画面にはその模様をおのつよしが模写したイラストフリップを映し視聴者と観客に正解を教えていた。正解に近い答えが出ると観客から拍手が沸いた。その後これらは廃止され、押阪の出題時に電子音と共に正解を表示していた。
番組のエンディングでは押阪がゲスト歌手に男性軍・女性軍の優劣を決めさせていた。但しクイズ番組ながら、この番組では解答者たちの成績には全くこだわることなく、出場者の特ダネと出演者によるトークを重視する構成であった。よって、最後のこの判定はあくまでも形式的なものである。
出場者にはスポンサーの東芝から一瞬だけ画面に映る各種製品が贈られた。その際、女性アシスタントが出場者に「東芝○○○○のお土産でございます。どうぞご愛用下さいませ。」と言って賞品を渡していた。出場者には収録先の会場から自宅まで持って帰ってもらう為、比較的小型の賞品が多かった。この他、珍名さんの名前を当てる視聴者への投稿クイズがあり、正解者の中から抽選で1名に東芝の電化製品、こちらでは大型家電が多くが贈られた。司会の押阪はこの投稿クイズをテレビをご覧の皆様への「宿題」と称していた。
エンディングテーマは「光る東芝の歌」（作曲：越部信義）をアレンジしたもので、歌は入っていなかった。この曲は、オープニングテーマとしても使われていた。
横浜市の放送ライブラリーでは、栃木県塩原町（現・那須塩原市）で収録された、1978年12月13日放送分が所収されている。

## クイズの形式
- 珍名さんクイズ - 1問目で行われていた。有名人と同姓同名の人物や、珍しい名前を持つ人物が自身の名前を書いた掛軸を持って登場していた。珍名さんたちはその証拠を示すため、最後に自身の戸籍抄本をスクリーンに映し出していた。稀に、あらかじめ掛軸に書いた名前を公開し、それをなんと読むかを出題する「読み方クイズ」を行っていた。

- 男女別問題 - 2問目は、女性軍が出す問題に男性軍のチームが答え、3問目のクイズはその逆のパターンで行っていた。4問目は男女全員が解答に参加[要説明]。

最初の珍名問題以外では、『TVジョッキー』の「奇人・変人」コーナーのように変わった特技や曲芸を得意とする人々や、身体的なハンディキャップを克服して仕事に就く人などが登場。一部の出場者は、着ている服ですぐに内容を悟られないよう、全身を覆うマントを羽織って登場することがあった。

## 番組の終焉
晩年には裏番組の『連想ゲーム』にも視聴率の面で15％以上も水をあけられ苦戦、制作・プロデューサーの萩原敏雄もこれを認めた上で、プロ野球ナイターシーズン中はナイター中止時の編成（雨傘番組）になるので視聴者に馴染みが無くなることと「9年間各地のホールを回りながらのショーに限界が来た」ということを理由として、1979年8月初頭には終了が決定、1979年9月19日の放送をもって番組が終了。9年の放送に幕を降ろした。

## スタッフ
- 企画：松本尚彦（ユニオン映画）
- 構成：新倉イワオ
- 音楽：千野寛
- テーマ音楽：永作幸男
- 演奏：佐藤友彦とニューシャープ
- 監修：白井荘也
- 協力：企画集団Q
- 取材：和気健康、横山誠一、今井但扶、羽山千恵子、豊村剛、福元克博
- 美術：竹腰長生
- 照明：橋詰義親
- 音響効果：浜野千秋
- 技術：加藤洸二
- ディレクター：高橋修之、平山秀成
- プロデューサー：海野光起、辻澄子、萩原利雄
- 制作：萩原敏雄
- 製作著作：日本テレビ

## 放送時間
いずれも日本標準時。
- 水曜 21:00 - 21:30 （1970年10月7日 - 1974年3月27日）
- 水曜 19:30 - 20:00 （1974年4月3日 - 1979年9月19日） - 『水曜ロードショー』の放送枠拡大ならびにプロ野球ナイター中継の放送枠移動（水曜20:00枠 → 水曜19:30枠）に伴う。

いずれの時も、プロ野球ナイター中継（主に後楽園球場の巨人戦）の時は休止された。

## ネット局
- 日本テレビ（製作局）
- 札幌テレビ
- 青森放送[3]
- テレビ岩手[4]
- ミヤギテレビ[5]
- 秋田放送[3]
- 山形放送[3]
- 福島テレビ（放送開始 - 1971年9月）[6]
  - 福島中央テレビ （1971年10月 - 放送終了）[7]
- 新潟放送（日曜 18:00 - 18:30にて遅れネット）[8]
- 北日本放送[9]
- 北陸放送[9]
- 福井放送[10]
- 山梨放送
- 信越放送
- 静岡放送（開始時期不明 - 1978年6月）
  - 静岡けんみんテレビ（1978年7月の開局時 - 1979年6月）
  - 静岡第一テレビ（1979年7月の開局時 - 番組終了）
- 名古屋テレビ（放送開始 - 1973年3月）
  - 中京テレビ（1973年4月 - 番組終了）
- よみうりテレビ
- 日本海テレビ
- 広島テレビ - [注 1]
- 山口放送[11]
- 四国放送
- 西日本放送
- 南海放送[11]
- 高知放送
- 福岡放送[11]
- テレビ長崎
- 熊本放送[11]
- テレビ大分[11]
- 宮崎放送[12]
- 鹿児島テレビ
- 沖縄テレビ - 1973年4月から放送開始。

## 関連商品
- 特ダネ登場!?ゲーム（発売元：タカラ（現・タカラトミー）） - 同社のボードゲームシリーズ「スクールパンチ」の1つとしてリリース。